# 군사학 논고

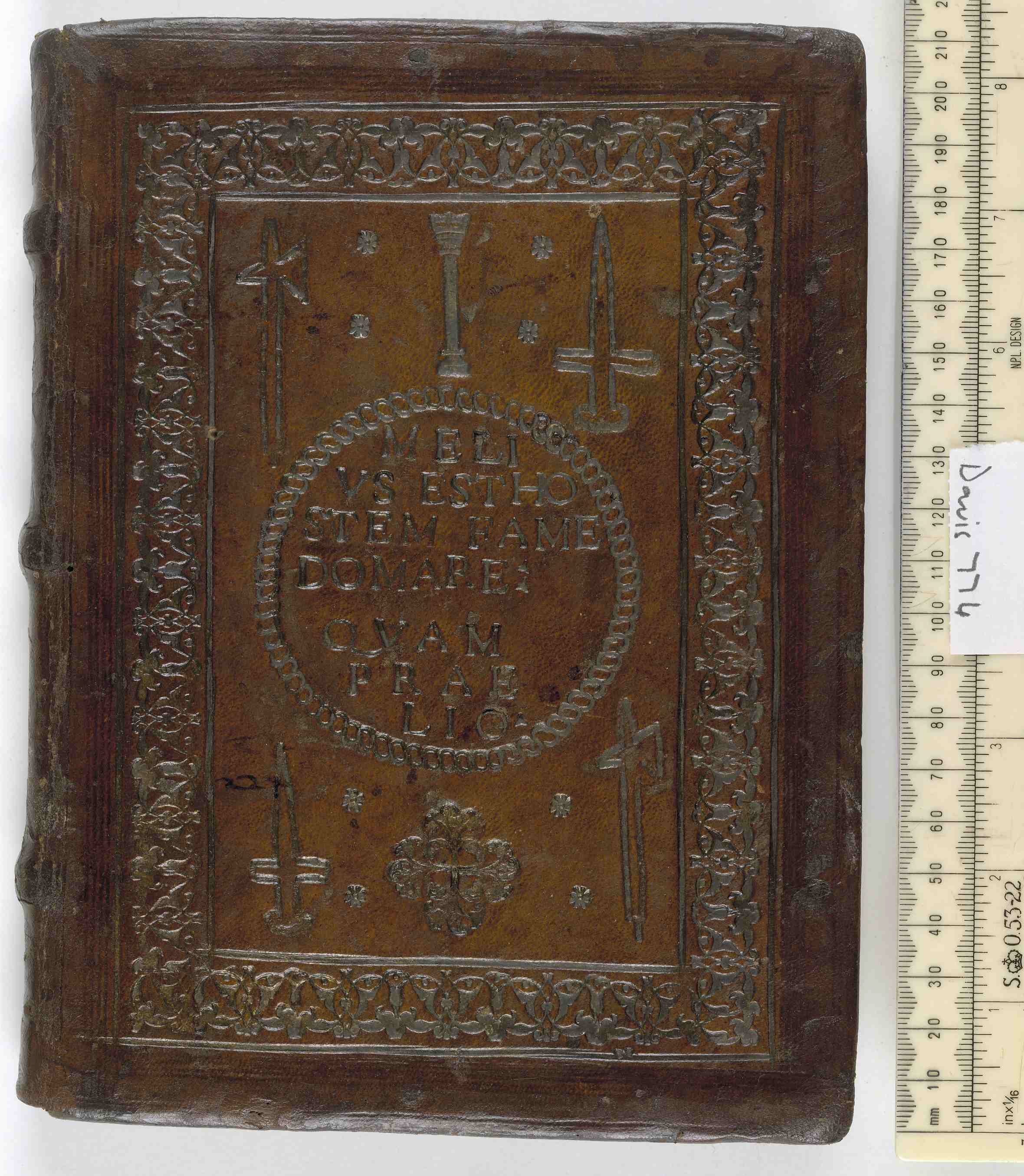
1494년 판본 모로코 장정본

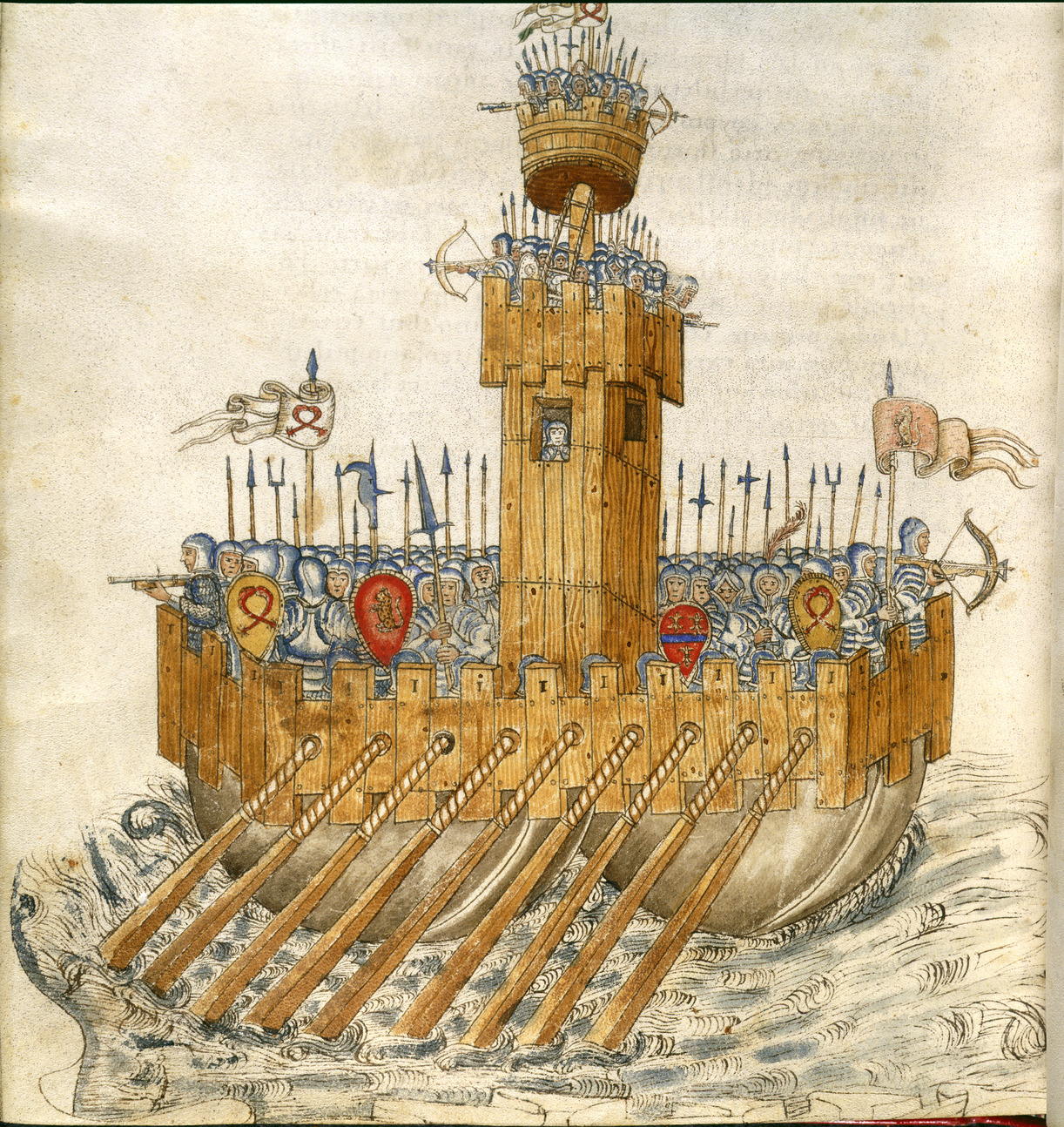
무장 병사를 태운 배 - 《군사학 논고》(15세기), f.231v - BL Add MS 24945

군사학 논고(De re militari, 라틴어 직역: "군사 문제에 관하여", Epitoma rei militaris)는 후기 라틴어 작가 푸블리우스 플라비우스 베게티우스 레나투스가 로마 제국이 전성기를 누리며 그 힘의 원천이 되었던 당시의 방법과 관행을 소개하며 로마 육군 및 군사 원칙에 관해 저술한 논고이다. 현존하는 텍스트는 서기 5세기경의 것으로 추정된다.
베게티우스는 병사들의 훈련을 잘 훈련된 군대로 만들고, 질서정연한 전략, 보급선 및 군수 유지, 우수한 지휘력, 전술 사용, 심지어 속임수까지 강조하여 적보다 우위를 점하도록 했다. 그는 좋은 병사들을 선발하는 데 신경을 썼고, 병사들을 부대에 받아들이기 전에 최소 4개월간의 강도 높은 훈련을 권장했다. 군 지휘관(dux)은 휘하 병사들을 돌보고 전투에서 우위를 점하기 위해 적의 움직임에 대한 정보를 계속 파악해야 했다.
《군사학 논고》는 중세 시대에 군사 지침서가 되었다. 유럽에 화약이 도입된 후에도 이 책은 장군들과 참모들이 현장 지침서로 휴대했다. 친구들과 부하들은 관례적으로 장식된 사본을 지도자들에게 선물했다. 이 책은 18세기와 19세기까지 유럽 주요 국가들의 정책과 전략의 자료로 사용되었다. 그런 의미에서 《군사학 논고》는 로마 문명이 현대에 투영된 것이며, 그 문화적 후손들에게 미친 영향의 연속선상에 있다.
베게티우스는 개인적인 군사 경험이 부족했던 것으로 보이며, 그가 후기 로마 육군에 대해 주장하는 내용의 정확성은 현대 군사 역사가들에 의해 의문시되고 있다.

## 저작과 구성
《군사학 논고》의 저자는 푸블리우스 플라비우스 베게티우스 레나투스로, 그는 4세기 말에서 5세기 초까지 살았던 인물이다. 이 작품의 제목은 Epitoma Rei Militaris를 포함하여 여러 가지 변형이 있지만, 이를 베게티우스의 원문 그대로의 작품으로 받아들이는 데에는 다른 문제들이 있다. 일부 필사본에는 발렌티니아누스 치하 콘스탄티노폴리스에서 7번째로 교정되었다는 기록이 있는데, 여기서 발렌티니아누스는 425년부터 455년까지 통치했던 발렌티니아누스 3세를 의미하는 것으로 보인다.
베게티우스의 생몰년도는 알려져 있지 않으며, 작품이 교정된 상황도 알 수 없다. 만약 그가 불과 몇 년 사이에 7번의 교정을 모두 했다고 가정한다면, 이 작품이 쓰여졌을 가장 늦은 시기는 450년으로 추정된다. 초기 시점은 베게티우스 자신이 "divi Gratiani 시대까지", 즉 "신성한 그라티아누스의 시대까지"를 다뤘다고 밝힌 데서 알 수 있다. 황제들이 일반적으로 죽어서야 신으로 추앙받았으므로, 이 진술은 초기 가능 날짜(terminus post quem)를 그라티아누스가 사망한 해인 383년으로 설정한다. 만약 더 이른 날짜가 선호된다면, 베게티우스가 7번의 교정을 모두 했거나 심지어 한 번이라도 했을 가능성은 낮다. 그러나 그의 일반적인 저작권을 의심할 이유는 없다.
이 작품은 신비로운 황제에게 헌정되었는데, 그 정체는 알려져 있지 않지만 베게티우스는 그가 독자들에게 알려져 있을 것이라고 가정했을 것이다. 그는 테오도시우스 1세의 후원 하에 군사 개혁을 위해 이 책을 썼을 수도 있다. 이 경우 그는 테오도시우스의 통치 기간인 378년에서 395년 사이에 살아 있었을 것이다. 이 글은 그 관점을 취하며 작품의 대략적인 연대를 390년으로 잡는데, 이 경우 작품은 베게티우스가 썼던 것과 글자 하나하나가 같지 않을 것이고, 이는 제목의 변형을 설명해준다.

## 논고의 내용
베게티우스의 요약본은 주로 군사 조직과 전쟁 시 특정 상황에 대처하는 방법에 중점을 둔다. 베게티우스는 진지를 요새화하고 조직하는 방법, 병력을 훈련하는 방법, 기강이 해이한 병력을 다루는 방법, 전투에 참여하는 방법, 행군 방법, 진형 측정 방법 등 군단의 조직력과 용맹을 증진시키는 여러 유용한 방법을 설명한다. 논고는 네 권의 책으로 세심하게 구성되어 있다.

### 제1권
첫 번째 책은 "Primus liber electionem edocet iuniorum, ex quibus locis uel quales milites probandi sint aut quibus armorum exercitiis imbuendi"[첫 번째 책은 젊은이들의 선택, 어떤 장소에서, 또는 어떤 종류의 병사를 승인하고 어떤 무기 훈련을 시킬지를 가르칠 것이다]라는 제목으로, 모집병의 선발 기준과 훈련 방법, 그리고 군사 훈련 내용을 설명한다. 베게티우스는 또한 초기 로마 제국 군대의 조직, 훈련, 장비를 상세히 묘사한다. 후기 로마 제국의 군사적 쇠퇴를 묘사하면서, 군대 개혁을 촉구하는 내용이다.
제1권에서 베게티우스는 자신의 시대 로마군의 단점을 강조하고자 한다. 이를 위해 그는 초기 로마 제국군의 장점을 찬양한다. 특히 그는 milites의 높은 수준과 훈련 및 장교단의 우수성을 강조한다. 실제로는 베게티우스는 현실보다는 이상적인 모습을 묘사했을 가능성이 높다. 초기 제국군은 강력한 전투력이 있는 부대였다. 일부에서는 군대가 베게티우스가 묘사한 만큼 전반적으로 훌륭하지는 않았다고 주장한다. 그 이유는 베게티우스가 신병은 5 로마 피트 10인치(172cm에 해당)의 키여야 한다고 말했기 때문이다(Epitoma 1.5). 기원전 500년에서 서기 500년 사이에 이탈리아에 묻힌 성인 남성 해골의 평균 키는 168cm였으므로, 베게티우스의 키 기준을 충족하기 어려웠을 것이다. 그러나 이는 그가 말하는 바를 오해한 것이다. 같은 장에서 저자는 키가 한 가지 요소일 뿐이며 다른 속성들도 동등한 가치를 지니며 키 기준에 미달하는 사람들을 보완해준다고 명확히 밝히고 있다.

### 제2권
두 번째 책인 Secundus liber ueteris militiae continet morem, ad quem pedestris institui possit exercitus [두 번째 책은 보병이 편성될 수 있는 고대 군대의 방식을 담고 있다]는 보병을 조직하는 데 필요한 전통적인 군사 관행을 담고 있다.

### 제3권
세 번째 책인 Tertius liber omnia artium genera, quae terrestri proelio necessaria uidentur는 "육상 전투에 필요하다고 보이는 모든 종류의 기술을 설명한다." 이 책은 일련의 군사 격언 또는 "전쟁의 일반 원칙"("regulae bellorum generales," 3.26)으로 마무리된다. 일부 학자들은 이 규칙들이 나중에 삽입된 것이라고 주장하지만, 다른 학자들은 초기부터 포함된 것으로 본다. 이 규칙들 중 일부는 모리스의 스트라테기콘 8.2에 그리스어로 번역되었고, 폴 더 디콘부터 빌럼 1세 판 오라녜, 니콜로 마키아벨리, 그리고 프리드리히 대왕에 이르기까지 서유럽에서 큰 영향을 미쳤다. 그가 다루는 제한된 정치적 목표를 위한 전쟁 원칙을 설명하기 위해 다음 격언들을 언급할 수 있다.
- "적에게 유리한 모든 것은 당신에게 불리하고, 당신에게 유용한 모든 것은 적에게 해를 끼친다."
- "전쟁에서 가장 중요하고 핵심적인 점은 스스로 충분한 보급품을 확보하고 기근으로 적을 파괴하는 것이다. 기근은 칼보다 더 무섭다."
- "훈련되고 규율에 시험받지 않은 자는 전장에 고용되어서는 안 된다."
- "개활지에서 전투를 벌이는 것보다 부족, 기습, 험난한 지형에 대한 주의(즉, 기동)를 통해 적을 물리치는 것이 더 낫다."
- "평화를 원하는 자는 전쟁을 준비하라"는 말은 또한 si vis pacem, para bellum("평화를 원한다면, 전쟁을 준비하라")으로 의역되기도 한다.

이 책에는 "전투를 위한 일곱 가지 일반적인 배치"("depugnationum septem...genera," 3.20 및 3.26.18-24에 요약)도 포함되어 있다.

### 제4권

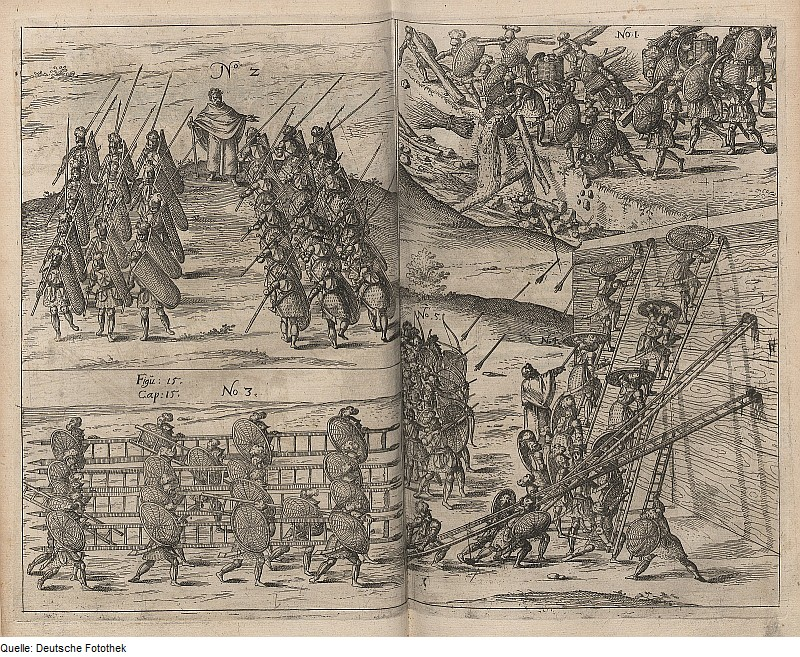
요한 야코비 폰 발하우젠의 1616년 독일어 번역판에 삽화로 그려진 요새 공격

네 번째 책인 Quartus liber uniuersas machinas, quibus uel obpugnantur ciuitates uel defenduntur, enumerat; naualis quoque belli praecepta subnectit은 "도시를 공격하거나 방어하는 데 사용되는 모든 기계"(1-30장)를 열거하며, 해전의 원칙(31-46장)을 덧붙인다. 이 책은 후기 로마 제국의 공성전 기술에 대한 가장 좋은 설명을 담고 있다. 이 책을 통해 우리는 최근까지 중세 공성전에서 흔히 사용되었던 것으로 여겨졌던 오나거라는 공성 무기에 대한 자세한 내용을 알게 된다. 오나거는 서기 6세기에 망고넬로 대체되었다.

## 전승 및 수용

### 제목
이 작품은 여러 가지 다양한 제목으로 알려져 있다. 1501년 이전에 인쇄된 초기 서적들인 인큐나불라 중 일부 제목은 다음과 같다.
- Epithoma (sic) rei militaris (1474)
- Epitoma de re militari (1475)
- Epitoma institutorum rei militaris (1487)
- Epitoma rei militaris (1488)
- De re militari (1496)

모든 이름의 공통 요소는 res militaris (주격)와 rei militaris (속격), 그리고 re militari (탈격)의 두 가지 경우이다.
고전적인 형태는 탈격이었을 것이다.
베게티우스는 그의 다른 현존하는 당나귀 치료법에 관한 작품에서 그리스어 epitoma의 복수형인 epitomata를 사용한다.

### 영향
자신이 살았던 시대에 널리 활용된 《군사학 논고》는 중세 시대, 특히 9세기에서 16세기 사이에 전쟁에 관한 인기 있는 지침서가 되었다. 비록 일부 정보가 후대 시대와 상황에 적합하지 않았음에도 불구하고 그러했다. N.P. 밀너(N.P. Milner)는 이 책이 "고대 시대의 가장 인기 있는 라틴어 기술 서적 중 하나였으며, 서기 1300년 이전에 현존하는 사본의 수에서 플리니우스의 박물지와 견줄 만했다"고 언급한다.
초기 잉글랜드 역사가 베다 베네라빌리스는 자신의 산문작인 《성 쿠트베르트의 생애》에서 베게티우스를 인용한다. 베게티우스의 텍스트를 포함하는 잉글랜드의 가장 오래된 현존 필사본은 코튼 클레오파트라 D.I(11세기, 아마도 10세기 후반)이다.
《군사학 논고》는 흐라바누스 마우루스 (856년 사망)를 통해 후기 카롤링거 시대에 전면에 부상했는데, 그는 로타르 2세 (855-869년 재위)를 위해 저술한 자신의 병법서 《De procinctu romanae miliciae》[로마군 준비에 관하여]에 이 텍스트를 사용했다. 베게티우스의 내용은 약 1300년경의 논문 《Pulcher tractatus de materia belli》에 많이 발췌되었다.
베게티우스의 공성전 관련 기록은 기술이 발전하고 화약 무기가 널리 사용되면서 특히 구식화되었다. 병사들이 하느님과 왕국에 대한 종교적 서약을 해야 한다는 베게티우스의 제안은 기사도에 영향을 미쳤을 수도 있다. 하지만 문자 해독 능력 부족으로 인해, 지침서로서 이 책은 귀족, 성직자, 왕족만이 접할 수 있었을 것이다. 니콜로 마키아벨리는 베게티우스를 읽고 그의 많은 아이디어를 자신의 《군주론》에 통합했을 가능성이 매우 높다.
최초의 인쇄본이 나온 후, 폴리비오스와 같은 고대 역사가들의 저작이 이용 가능해지면서 베게티우스는 최고 군사 권위자로서의 위치가 쇠퇴하기 시작했다. 니콜로 마키아벨리는 폴리비오스, 프론티누스, 리비우스의 저작을 많이 활용하여 자신의 《전쟁론》(피렌체, 1521)에서 베게티우스의 결함을 해결하려 했지만, 유스투스 립시우스가 그가 로마 제국의 다양한 시기 제도들을 혼동했다고 비난하고 G. Stewechius가 베게티우스의 저작이 살아남아 그의 명명된 출처들이 소실되었다고 주장한 것은 후기 르네상스 시대의 더 일반적인 견해였다. 18세기 후반까지도 푸이세귀르 원수와 같은 저명한 군인이 이 인정된 모델을 바탕으로 자신의 저작을 썼으며, 유명한 샤를 조제프 드 리뉴 왕자는 "C'est un livre d'or"[이것은 황금 책이다]라고 썼다. 밀너의 말에 따르면, 베게티우스의 저작은 "오랜 기간 동안 점차적인 무시"를 겪었다.

### 번역
중세 후기에는 최소 5개의 프랑스어, 5개의 영어, 2개의 이탈리아어, 2개의 카탈루냐어, 2개의 독일어, 그리고 1개의 스페인어 번역본이 존재했다. 가장 오래된 토착어 번역본은 1254년에서 1272년 사이에 마스트르 리처드(Mastre Richard)가 앵글로-노르만 프랑스어로 번역한 것이다. 두 번째 프랑스어 번역본은 1284년경 장 드 묑이 만들었다. 그 직후 장 프리오라가 묑의 번역본을 운문으로 만들었다. 장 드 비녜(Jean de Vignay)의 세 번째 프랑스어 산문 번역본은 약 1320년에 나왔다. 두 개의 익명 프랑스어 번역본은 14세기 후반에 나왔다. 15세기에는 장 드 로브루아가 프론티누스 번역본과 함께 베게티우스의 "주목할 만한 발췌본"을 번역했다.
이탈리아어 속어로 된 4개의 완역본과 1개의 첫 번째 책 번역본이 1500년 이전에 나왔다. 가장 오래된 번역본은 피렌체 판사 보노 잠보니가 1292년에 그의 후원자인 마네토 스칼리를 위해 토스카나어로 번역한 것이다. 아마도 최고의 이탈리아어 번역본인 Epythoma delli institute dell'arte militare는 1400년경에 나왔다. 번역자는 알려지지 않았으며 단 한 권의 필사본으로만 현존한다. 세 번째 번역본은 1417년에 베난초 브루스키노 다 카메리노가 브라초 다 몬토네를 위해 완성했다. 네 번째 번역본은 익명으로, 시에나의 단 한 권의 필사본으로만 알려져 있다.
영어 번역본은 인쇄된 책보다 먼저 나왔다. 왕립 도서관의 필사본 18A.Xii는 리처드 3세를 위해 쓰이고 장식된 베게티우스 번역본이다. 이 책은 "여기서 서기관들이 라틴어로 Vegecii de re militari라고 부르는 책이 끝난다"라는 문단으로 시작한다. 이 문단은 번역본의 날짜를 1408년으로 기록하고 있다. 옥스퍼드 막달렌 칼리지의 필사본 30번에는 이 번역가가 1410년에 보이티우스를 번역한 존 월턴으로 명시되어 있다. 두 번째 영어 번역본은 이번에는 운문 형태로, 1457년에서 1460년 사이에 익명의 칼레 목사에 의해 출판되었다. 1494년, 아담 라우트풋은 베게티우스의 일부 발췌본을 스코트어로 번역했다.
1430년대에 포르투갈어 번역본이 있었을 수도 있지만, 현재는 남아있지 않다. 카탈루냐어로 된 초기 번역본 두 권은 각각 한 권의 필사본으로 남아있다. 필사본의 결함으로 인해, 라틴어에서 직접 번역된 이들 중 더 이른 번역본은 완전하지 않고 번역자에 대한 정보도 없다. 다른 번역본은 발렌시아인 자크 카스텔랴가 유실된 프랑스어 중간본에서 번역한 것으로, Del mester darmes e dela art de cavalleria라는 제목이 붙어 있다. 자크는 추안 1세의 궁정에서 활동했다(r. 1387–1396). 스페인어(카스티야어) 번역본 한 권은 약 1400년에 탁발수사 알폰소 데 산 크리스토발이 엔리케 3세를 위해 만들었다. 이 번역본은 6개의 필사본으로 보존되어 있다. 알폰소는 1권의 모든 장과 다른 여러 장에도 학술적인 주석을 달았다. 또한 그는 《군사학 논고》를 영적 훈련을 위한 조언으로 해석하는 도덕적인 주석도 제공했다.
베게티우스의 첫 번째 완전한 독일어 번역본은 빈 대학교에서 1438년에 익명으로 제작되어 알브레히트 2세 국왕에게 바쳐졌다. 알브레히트 2세는 이전에 발췌본을 번역한 적이 있었다. 이 번역본은 엄격하게 직역된 것은 아니었다. 루트비히 호헨방의 두 번째 독일어 번역본은 1475년 울름에서 인쇄되었다. 이 책은 요한 2세 폰 루프펜 백작에게 헌정되었다.

### 필사본
현재까지 라틴어 필사본 226권이 남아 있으며, 이는 다른 유럽 언어로 번역된 번역본을 제외한 수치이다. 이들 중 상당수에는 당시 소유자들이 관심을 가졌던 내용을 가리키는 많은 개인적인 필기가 남아 있다.

### 인쇄본
최초의 인쇄본은 위트레흐트(1473), 쾰른(1476), 파리(1478), 로마(Veteres de re mil. scriptores, 1487), 피사(1488)에서 출판된 것으로 알려져 있다. 윌리엄 캑스턴은 1489년에 초판 영문판(프랑스어 경유)을 출간했다.

### 역사가들의 평가
이 책은 중세와 르네상스 시대에는 로마 군대에 대한 정확한 현대적 저작이자 귀중한 군사 지침서로 역사적으로 있는 그대로 받아들여졌지만, 현대 역사가들은 베게티우스가 자신의 시대 로마 군대의 상태에 대해 주장한 내용의 정확성에 의문을 제기했다. 마이클 B. 찰스(Michael B. Charles)에 따르면 "그가 [로마] 군대에 대해 제공하는 많은 세부 사항은 단순히 틀렸다"고 하며, 그가 어떤 군사 경험도 가지고 있었다는 것은 "의심스럽다"고 말했다. 그는 이 저작이 "로마 군사사의 정확한 해설이나 [당시] 현대 군사 활동을 의미하는 것이 아니었다"고 주장하며, 텍스트의 "작지만 귀중한 정보 조각들"만이 후기 로마 군대를 이해하는 데 실제로 가치가 있다고 말했다. 이 저작은 문체적으로도 비판을 받았다. 시드니 앵글(Sydney Anglo)은 이 저작이 "평범하다"고 했고, "로마 군사 제도에 대한 그의 서술은 파생적이고, 단편적이며, 일관성이 없고, 반복적이다"라고 말했다. 또한 베게티우스가 vastly 다른 시기의 정보를 불명확하고 혼란스러운 방식으로 혼합했으며, 앵글은 "베게티우스의 로마 군사 관습에 대한 설명은 시대착오적이라기보다는 시대초월적이었다. 그것은 어떤 특정 시간 밖이었다"고 말했다.

## 같이 보기
- 비잔틴 군사 교범
- 손자병법

### 내용주
1. 1 2  Whately, Conor (2024년 5월 21일). 〈Chapter 1: Using Vegetius’ Epitoma Rei Militaris as a Source for Late Antiquity〉.   Charles, Michael B. 《Military Literature in the Medieval Roman World and Beyond》. BRILL. doi:10.1163/9789004696433_003. ISBN 978-90-04-69643-3.
2. ↑  1.20. An overview of the line of reasoning is given in Barnes.
3. ↑  Watson, George Ronald (1969). 《The Roman Soldier》. Ithaca, NY: Cornell University Press. 26쪽. ISBN 978-0-8014-0519-8. 2025년 4월 17일에 확인함.
4. ↑  Geoffrey Kron, "Anthropometry, Physical Anthropology, and the Reconstruction of Ancient Health, Nutrition, and Living Standards" Historia 54 (2005) pp. 68-83
5. ↑  De Re Militari, Section One, Selection
6. ↑  Everett Wheeler, 2012, ‘Review of The De Re Militari of Vegetius: The Reception, Transmission and Legacy of a Roman Text in the Middle Ages, by Christopher Allmand’. Review in History 1293; Jonathan Warner, "Vegetius' regulae bellorum generales," in Greek and Roman Military Manuals: Genre and History, edited by James T. Chlup and Conor Whately, 199-215. London: Routledge.
7. ↑  Ebert (1830)
8. ↑  Teuffel (1892)
9. ↑  Milner, Vegetius, p. xiii.
10. ↑  Fontes Anglo-Saxonici 보관됨 2018-10-04 - 웨이백 머신. See further, Charles Jones, "Bede and Vegetius." The Classical Review 46 (1932).
11. ↑  Bachrach, "A 'Lying Legacy' Revisited" (2007): p. 173. For an image, see British Library.
12. ↑  Hanson, Victor Davis (2007년 12월 18일). 《Carnage and Culture: Landmark Battles in the Rise to Western Power》. Knopf Doubleday Publishing Group. ISBN 978-0-307-42518-8.
13. ↑  Bachrach, "A 'Lying Legacy' Revisited" (2007): p. 182.
14. 1 2 3 4  Bliese, John R. E. (1994). 《Rhetoric Goes to War: The Doctrine of Ancient and Medieval Military Manuals》. 《Rhetoric Society Quarterly》 24. 105–130쪽. doi:10.1080/02773949409391022.
15. ↑  Milner, Vegetius, pp. xiiif.
16. ↑  Milner, Vegetius, p. xiv.
17. ↑  Allmand 2011, p. 151.
18. ↑  Allmand 2011, p. 152.
19. ↑  Allmand 2011, p. 156.
20. ↑  Allmand 2011, p. 160.
21. ↑  Allmand 2011, p. 162.
22. ↑  Allmand 2011, p. 166.
23. ↑  Allmand 2011, p. 168.
24. ↑  Allmand 2011, p. 169.
25. ↑  Allmand 2011, pp. 170–171.
26. ↑  Allmand 2011, p. 174.
27. ↑  Madden, pages 13-14.
28. ↑  Allmand 2011, p. 175.
29. ↑  Allmand 2011, pp. 175–179.
30. ↑  Allmand 2011, pp. 179–182.
31. ↑  Allmand 2011, pp. 193–195.
32. 1 2  Anglo, Sydney (September 2002). 《Vegetius'S ‘De Re Militari’: The Triumph of Mediocrity》. 《The Antiquaries Journal》 82. 247–267쪽. doi:10.1017/S0003581500073790. ISSN 0003-5815.

### 판본 및 번역

1994년 영국 고고학 TV 프로그램 《타임 팀》 에피소드에서 토니 로빈슨이 믹 애스턴 교수에게 N.P. 밀너의 《베게티우스: 군사학 요약》 발췌본을 읽어주는 모습. 로빈슨은 쇼의 역사가 로빈 부시에게 이 책을 소개받은 후 매료되었다.

- Reeve, Michael D. (ed.). Epitoma rei militaris. Oxford Medieval Texts. Oxford, 2004. ISBN 0-19-926464-3
- Lang, C. (ed.). Vegetius. Epitoma Rei Militaris. Stuttgart, 1872. 2nd ed: Leipzig, 1885.
- Vegetius Renatus, Flavius. “Epitome Rei Militaris”. 《The Latin Library》. Ad Fontes Academy. 라틴어. 책별로 검색 가능.
- Vegetius Renatus, Flavius (1767). “The Military Institutions of the Romans (De re militari)”. 《Digital Attic 2.0》. 번역 John Clarke. Brevik, Mads. 2020년 4월 21일에 원본 문서에서 보존된 문서. 2013년 4월 28일에 확인함. 1-3권만 해당. 익명의 편집자가 번역본을 "현대 용법에 맞게" 변경하고 텍스트를 축약했다. 부제목으로 접근 가능. 하위 섹션 내에서만 검색 가능.
- Milner, N.P. (tr.). Vegetius: Epitome of Military Science. Liverpool, 1993. ISBN 0-85323-228-8. Second revised edition 2011.
- Meijer, Fik (tr.). Vegetius, 'Het Romeinse leger'. Amsterdam: Polak/Van Gennep, 2004. 네덜란드어 번역.

### 이차 자료
- Charles, Michael B. Vegetius in Context. Establishing the Date of the Epitoma Rei Militaris. Historia, Einzelschriften 194. Stuttgart, 2007.
- Rogers, Clifford J. (2003). 《The Vegetian 'Science of Warfare' in the Middle Ages》. 《Journal of Medieval Military History》 1. 1–19쪽.
- Jahns, Max. Geschichte der Kriegswissenschaften. Vol. 2. pp. 109–125.
- Richardot, Phillipe. Végèce et la culture militaire au Moyen Âge (Ve-XVe síecles). Paris, 1998.
- Shrader, Charles R. "The Influence of Vegetius' De re militari." Military Affairs 45.4 (1981).